# Пріст-Рівер (Айдахо)
Пріст-Рівер (англ. Priest River) — місто в окрузі Боннер, штат Айдахо, США. Згідно з переписом 2010 року населення становило 1 751 особу, що на 3 особи менше, ніж 2000 року. Лежить у місті впадіння річки Пріст у річку Панд-Орей.

## Географія
Пріст-Рівер розташований за координатами 48°10′59″ пн. ш. 116°52′58″ зх. д. / 48.18306° пн. ш. 116.88278° зх. д. (48.182948, -116.882676).  За даними Бюро перепису населення США в 2010 році місто мало площу 9,96 км², з яких 9,57 км² — суходіл та 0,39 км² — водойми.

## Демографія

### Перепис 2010 року
Згідно з переписом 2010 року, у місті проживала 1 751 особа у 713 домогосподарствах у складі 474 родин. Густота населення становила 183,2 особи/км². Було 798 помешкань, середня густота яких становила 83,5/км². Расовий склад міста: 93,3 % білих, 0,1 % афроамериканців, 1,1 % індіанців, 0,6 % азіатів, 0,2 % тихоокеанських остров'ян, 0,8 % інших рас, а також 3,9 % людей, які зараховують себе до двох або більше рас. Іспанці та латиноамериканці незалежно від раси становили 2,1 % населення.
Із 713 домогосподарств 34,5 % мали дітей віком до 18 років, які жили з батьками; 44,5 % були подружжями, які жили разом; 12,2 % мали господиню без чоловіка; 9,8 % мали господаря без дружини і 33,5 % не були родинами. 28,1 % домогосподарств складалися з однієї особи, в тому числі 12,7 % віком 65 і більше років. У середньому на домогосподарство припадало 2,45 мешканця, а середній розмір родини становив 2,98 особи.
Середній вік жителів міста становив 38,1 року. Із них 26,7 % були віком до 18 років; 8,6 % — від 18 до 24; 23,5 % від 25 до 44; 25,5 % від 45 до 64 і 15,8 % — 65 років або старші. Статевий склад населення: 49,2 % — чоловіки і 50,8 % — жінки.
Середній дохід на одне домашнє господарство  становив 35 589 доларів США (медіана — 31 932), а середній дохід на одну сім'ю — 42 117 доларів (медіана — 36 875). За межею бідності перебувало 20,2 % осіб, у тому числі 16,4 % дітей у віці до 18 років та 7,8 % осіб у віці 65 років та старших.
Цивільне працевлаштоване населення становило 595 осіб. Основні галузі зайнятості: виробництво — 21,8 %, освіта, охорона здоров'я та соціальна допомога — 19,3 %, публічна адміністрація — 10,8 %, роздрібна торгівля — 10,1 %.

### Перепис 2000 року
Згідно з переписом 2000 року, в місті проживало 1 754 осіб у 692 домогосподарствах у складі 469 родин. Густота населення становила 423,3 особи/км². Було 762 помешкання, середня густота яких становила 183,9/км². Расовий склад міста: 94,70 % білих, 1,43 % індіанців, 0,46 % азіатів, 0,51 % інших рас і 2,91 % людей, які зараховують себе до двох або більше рас. Іспанці та латиноамериканці незалежно від раси становили 1,60 % населення.
Із 692 домогосподарств 35,1 % мали дітей віком до 18 років, які жили з батьками; 54,9 % були подружжями, які жили разом; 9,1 % мали господиню без чоловіка, і 32,2 % не були родинами. 26,6 % домогосподарств складалися з однієї особи, в тому числі 12,4 % віком 65 і більше років. У середньому на домогосподарство припадало 2,53 мешканця, а середній розмір родини становив 3,09 особи.
Віковий склад населення: 28,9 % віком до 18 років, 8,4 % від 18 до 24, 26,6 % від 25 до 44, 21,9 % від 45 до 64 і 14,1 % років і старші. Середній вік жителів — 35 року. Статевий склад населення: 49,0 % — чоловіки і 51,0 % — жінки.
Середній дохід домогосподарств у місті становив US$26 765, родин — $32 198. Середній дохід чоловіків становив $30 607 проти $16 034 у жінок. Дохід на душу населення в місті був $14 125. Приблизно 14,0 % родин і 18,9 % населення перебували за межею бідності, включаючи 27,7 % віком до 18 років і 9,7 % від 65 і старших.